# Rodolfo Campo Soto
Rodolfo José Campo Soto (nacido el 15 de agosto de 1942) es un ingeniero mecánico, empresario agrícola y político colombiano, militante del Partido Conservador Colombiano, exalcalde en dos ocasiones del municipio de Valledupar y exdirector del Instituto Colombiano de Desarrollo Rural (Incoder). Campo Soto fue cobijado con medida de aseguramiento debido a irregularidades que se dieron en el Incoder y el programa Agro Ingreso Seguro (AIS).

## Familia
Rodolfo nació en el hogar del Joaquín Campo Maya (1915-2014) e Isabel Soto, conocida como ‘Mama Chaba’. Es hermano de Sonia, Inés,  Joaquín, Eduardo y Alfonso 'Poncho' Campo Soto. Campo Maya fue propietario de la primera farmacia en Valledupar, llamada farmacia 'Sonia'.
Campo Soto se casó con María Cecilia Cuello, con quien tuvo a sus hijos María Isabel, María Rosa, Rodolfo José y Carlos Eduardo Campo Cuello. Campo y Cuello estuvieron divorciados por algunos años pero volvieron a contraer matrimonio. María Cecilia es hija del político conservador, Manuel Germán Cuello, hermana de Alfredo Cuello Dávila y tía de Manuel y Alfredo Cuello Baute.
Su hija María Isabel estuvo casada con Sergio Araújo Castro (1990-1994) y tuvieron dos hijos; Daniel e Isabel Araújo Campo. Su hijo, Carlos Eduardo se casó con Valeria Pimiento, sobrina de Mauricio Pimiento y tienen un hijo, Alejandro Campo Pimiento.
Su hermano, 'Poncho'  Campo Soto estuvo secuestrado brevemente por el grupo guerrillero ELN. El secuestro ocurrió el jueves, 13 de julio de 1989. Fue dejado en liberad el domingo, 16 de julio de 1989 en el corregimiento de Aguas Blancas.

## Trayectoria
Campo Soto estudió ingeniería mecánica en la Universidad Pontificia Bolivariana de Medellín, Antioquia.
Fue Gerente de la Sociedad Agrícola del Cesar, Asocesar y de la Asociación de Algodoneros del Cesar, Asocesar, también asesor del Ministerio de Agricultura y consultor del ICA, durante la crisis del algodón que vivió el departamento del Cesar a finales de la década de 1970 y principios de la década de 1980. Siendo gobernador Jorge Dangond Daza y la alcaldesa, María Clara Quintero.

### Alcalde de Valledupar (1988-1990)
Campo Soto se convirtió en el primer alcalde electo por votación popular en el municipio de Valledupar, como transición hacia la Constitución de Colombia de 1991. Además de recibir el apoyo de su Partid Conservador, recibió el apoyo de influyentes dirigentes liberales de Valledupar; como el exprocurador Aníbal Martínez Zuleta, Crispín Villazón De Armas, José Antonio Murgas y el exgobernador del Cesar Edgardo Pupo Pupo, quienes inicialmente habían apoyado la candidatura del Partido Liberal, Adalberto Ovalle.
También por el partido liberal, estaba la candidatura de Guillermo Castro Daza, apoyada por Alfonso Araújo Cotes y José Guillermo Castro, quienes criticaron fuertemente la adhesión de sus copartidarios liberales Martínez, Villazón, Pupo y Murgas a la campaña de un candidato conservador como Campo Soto.

#### Gabinete
- Secretario de Gobierno: Dickson Quiroz Torres
- Jefe de Control de Precios: Rodrigo Tovar Pupo.
- Jefe de Oficina Jurídica: Alix Daza.

### Elecciones a la alcaldía de Valledupar (1989)
Para las elecciones de 1989, Campo Soto fue torpedeado desde la gobernación por lo diferentes gobernadores del Cesar, de tendencia liberal, en especial Abraham José Romero, quien fue destituido del cargo por apoyar al candidato liberal del clan Gnecco Cerchar a la alcaldía. Resultó elegido alcalde de Valledupar para el periodo 1990-1992, el excontralor de la república, Aníbal Martínez Zuleta.

### Alcalde de Valledupar (1992-1994)
Campo Soto obtuvo una votación de 26.492 votos en las elecciones de 1991. Fue alcalde por segunda vez entre el 1 de enero de 1992 y el 31 de diciembre de 1994. 

#### Gabinete
El 1 de junio de 1992, Campo Soto nombró a ocho liberales, seis conservadores, uno del M-19 y otro de Unión Cristiana para integrar su gabinete municipal.
- Secretaría de Gobierno: Yolanda Pinto de Tapias
- Secretaria de Hacienda: Enrique Herrera Araújo
- Secretaria de Educación, Gloria de Díaz
- Secretaria de Obras Públicas: Orlando Gutiérrez Arciniegas
- Secretaria de Desarrollo Comunitario: Guido Verdecía
- Secretaria de Salud: Jesualdo Villeros
- Secretaria de Transporte: Armando Luis Cotes de Armas
- Oficina de Planeación: Carlos Castro Pumarejo
- Oficina Jurídica: Enrique Caicedo
- Secretario Privado: Luis Orozco Córdoba
- Oficina de Valorización: Jairo Rivera Ovalle
- Oficina de Vivienda Social: Alberto González zuleta
- Gerente del Terminal de Transporte: Humberto García
- Gerente de la Empresa de Servicios de Valledupar (Emdupar): José Calixto Mejía.
- Secretario general, Fredy Montero Cabello
- Tesorero: Johny Hernández

### Candidato a la alcaldía de Valledupar (1997)
Para las elecciones regionales de 1997, Campo Soto se lanzó nuevamente a buscar la alcaldía de Valledupar. Fue candidato compitiendo contra Guillermo Castro Daza y Johnny Pérez Oñate. Las elecciones finalmente las ganaría Pérez Oñate.

### Gerente de la Fundación Animar (1999-2006)
En 1999, Campo Soto fue gerente de la Fundación Animar (Corporación para el Desarrollo Económico del Caribe Colombiano) empresa dedicada a la explotación de la palma africana y el cacao en el departamento del Cesar.

### Director del Incoder
El 18 de agosto de 2006, Campo Soto fue nombrado director del Instituto Colombiano de Desarrollo Rural (Incoder) por el gobierno del presidente Álvaro Uribe Vélez.
El 19 de julio de 2011, Campo Soto fue llamado a juicio por la Procuraduría general de la nación, por su participación en los hechos de Agro Ingreso Seguro (AIS), programa del ministro de agricultura, Andrés Felipe Arias. El 28 de febrero de 2012, Campo Soto sin embargo, no aceptó los cargos.
Campo Soto fue enviado a la cárcel en Bogotá, lo que en Valledupar generó manifestaciones públicas de rechazo a la medida judicial.
El 17 de enero de 2013, Campo Soto quedó en libertad al vencerse los términos legales para llevarle a juicio.

[El Incoder] adjudicó en este lapso [2006-2010] 2.023.699,70 hectáreas rurales, en propiedad individual o colectiva, beneficiando a 70.153 familias, entre poblaciones de desplazados, campesinos, reincorporados, indígenas y comunidades negras, que pueden dar fe de un cambio sustancial y positivo en su calidad de vida".

## Publicaciones
- CAMPO SOTO, Rodolfo. Instituto Colombiano de Desarrollo Rural Memorias 2006-2010

## Honores
- El colegio Comfacesar 'Rodolfo Campo Soto' en Valledupar fue nombrado en su honor. Inaugurado por el alcalde Luis Fabián Fernández.[13]